# Magurka Wiślańska
Magurka Wiślańska (1140 m n.p.m.) – szczyt zwornikowy w głównym grzbiecie Pasma Baraniej Góry i Skrzycznego w Beskidzie Śląskim. Jest pierwszy na północ od szczytu Baraniej Góry, oddzielony od niej płytką Przełęczą nad Roztocznym. W kierunku wschodnim odgałęzia się na Magurce Wiślańskiej boczny grzbiet do Magurki Radziechowskiej. Magurka Wiślańska wznosie się nad dolinami trzech potoków: Leśnianka, Roztoczny i Bystra. Na jej szczycie graniczą z sobą 4 miejscowości: Wisła, Lipowa, Węgierska Górka i Kamesznica.
Dawniej wspólną nazwą „Magurka” określano cały wyrównany odcinek grzbietu od szczytu Magurki Wiślańskiej na zachodzie po Magurkę Radziechowską na wschodzie. Na grzbiecie tym, zbudowanym z gruboławicowych, gruboziarnistych piaskowców i zlepieńców istebniańskich, występują liczne wychodnie skalne w postaci ciągów ambon, grzybów skalnych czy pojedynczych, wystających z podłoża głazów. Największe z nich to Mur i Baszta i znajdują się tuż przy ścieżce szlaku turystycznego. Skały te nadają się do uprawiania boulderingu.
Zachodnie stoki Magurki Wiślańskiej, opadające ku dolinie Roztocznego, porośnięte lasem świerkowym z domieszką buka, jodły i jawora, wchodzą w skład rezerwatu przyrody Barania Góra.

## Szlaki turystyczne
Węzeł szlaków turystycznych: łączą się tu czerwone znaki Głównego Szlaku Beskidzkiego z Węgierskiej Górki i zielone znaki szlaku ze Skrzycznego, by razem już poprowadzić na szczyt Baraniej Góry.
 z Węgierskiej Górki przez Magurkę Radziechowską – 3:40 h, z powrotem 2:50 h
 ze Skrzycznego przez Malinowską Skałę – 2:45 h, z powrotem 2:55 h
 z Baraniej Góry – 35 min, z powrotem 35 min
  z Ostrych przez Magurkę Radziechowską – 2:55 h, z powrotem 2:10 h
  z Wisły Czarne przez Baranią Górę – 2:15 h, z powrotem 1:45 h

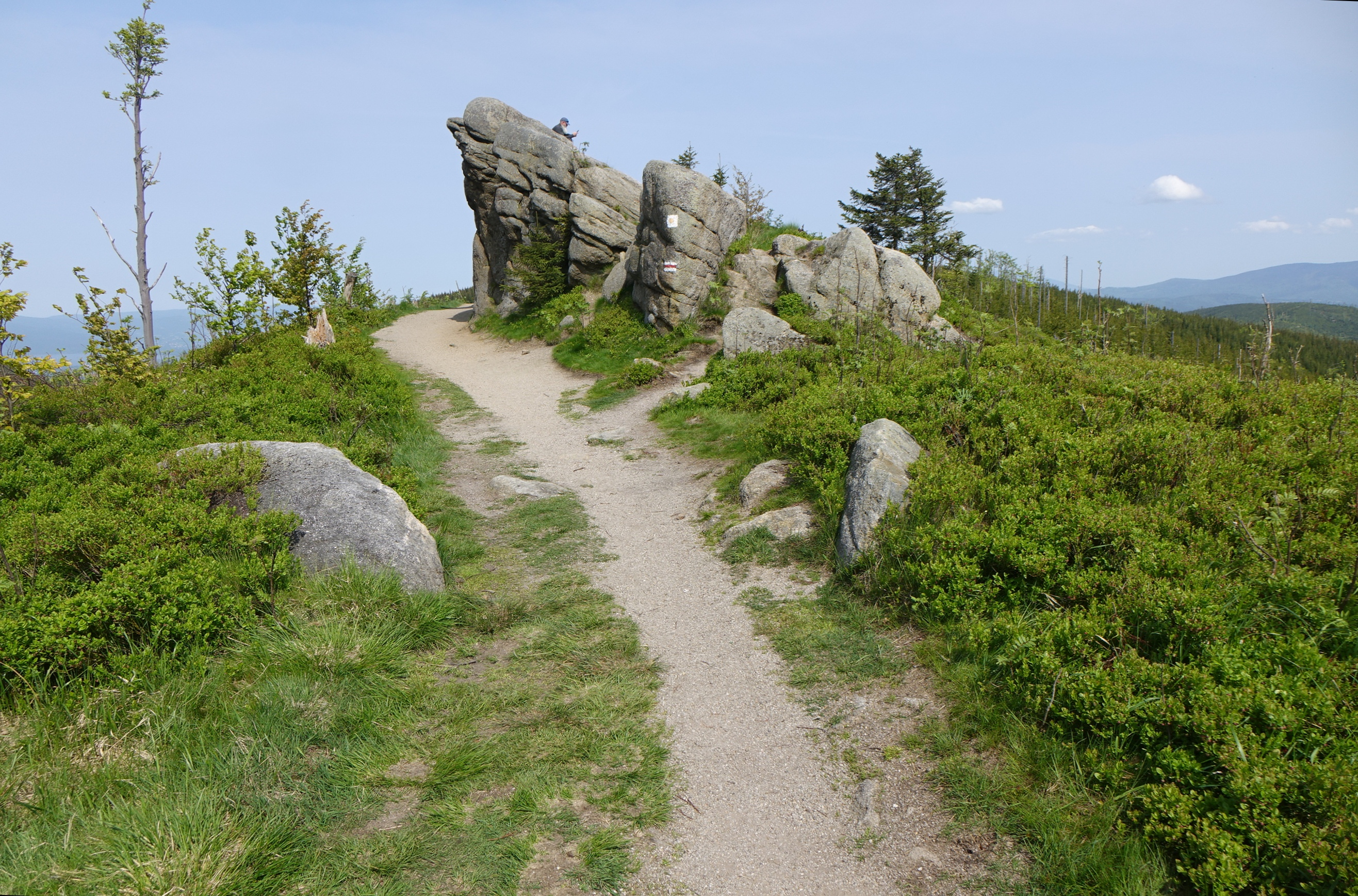
Mur
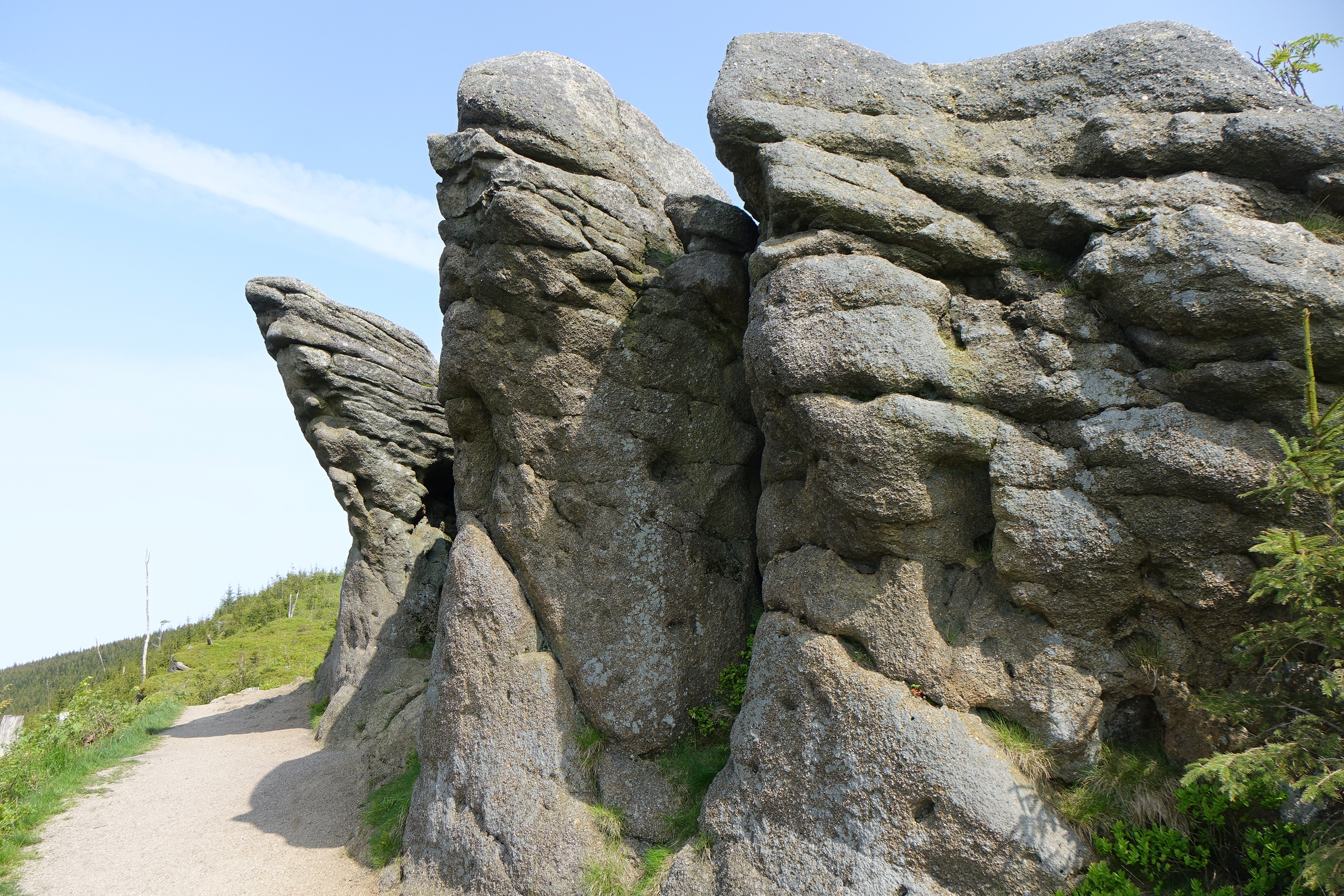
Mur
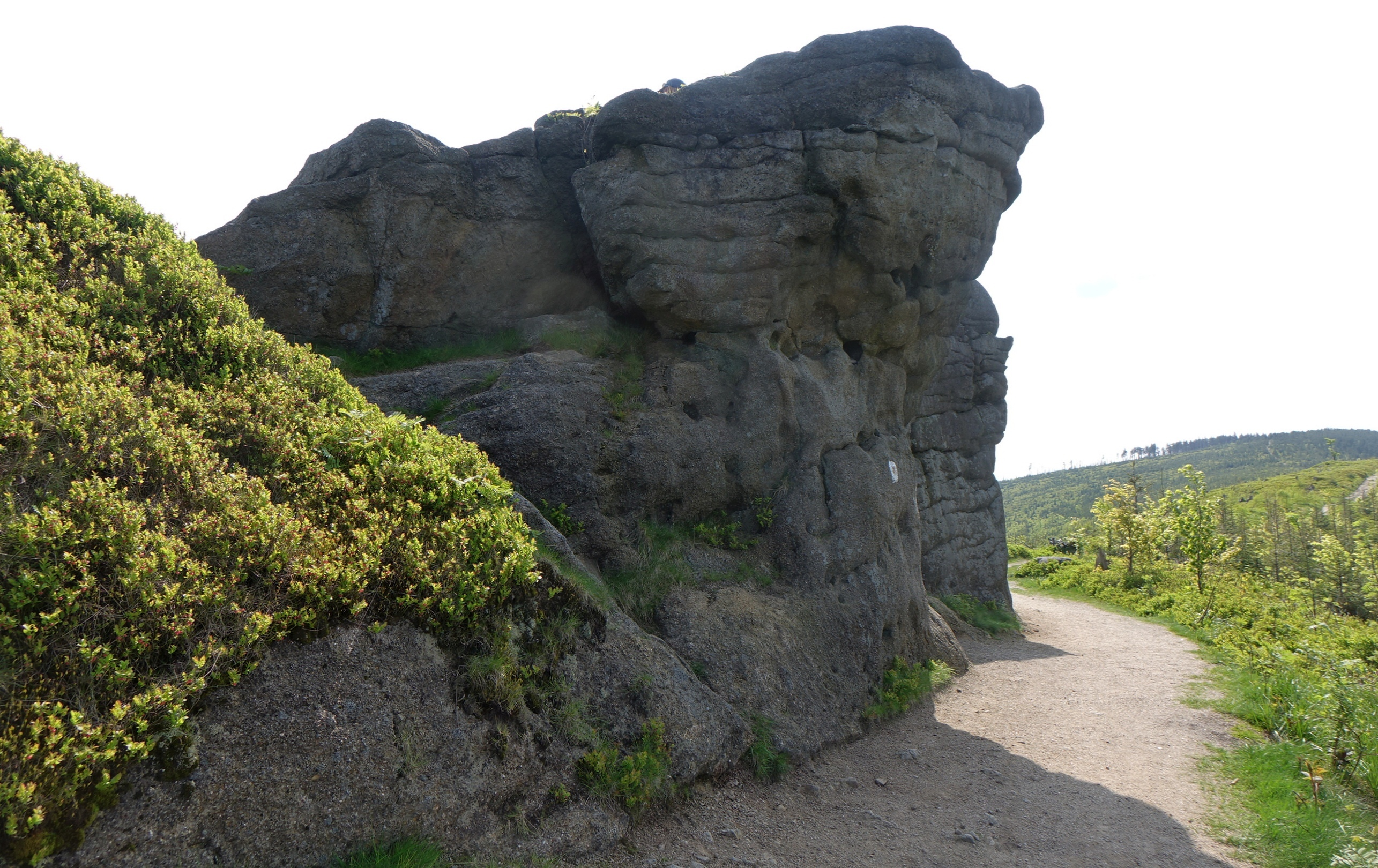
Mur
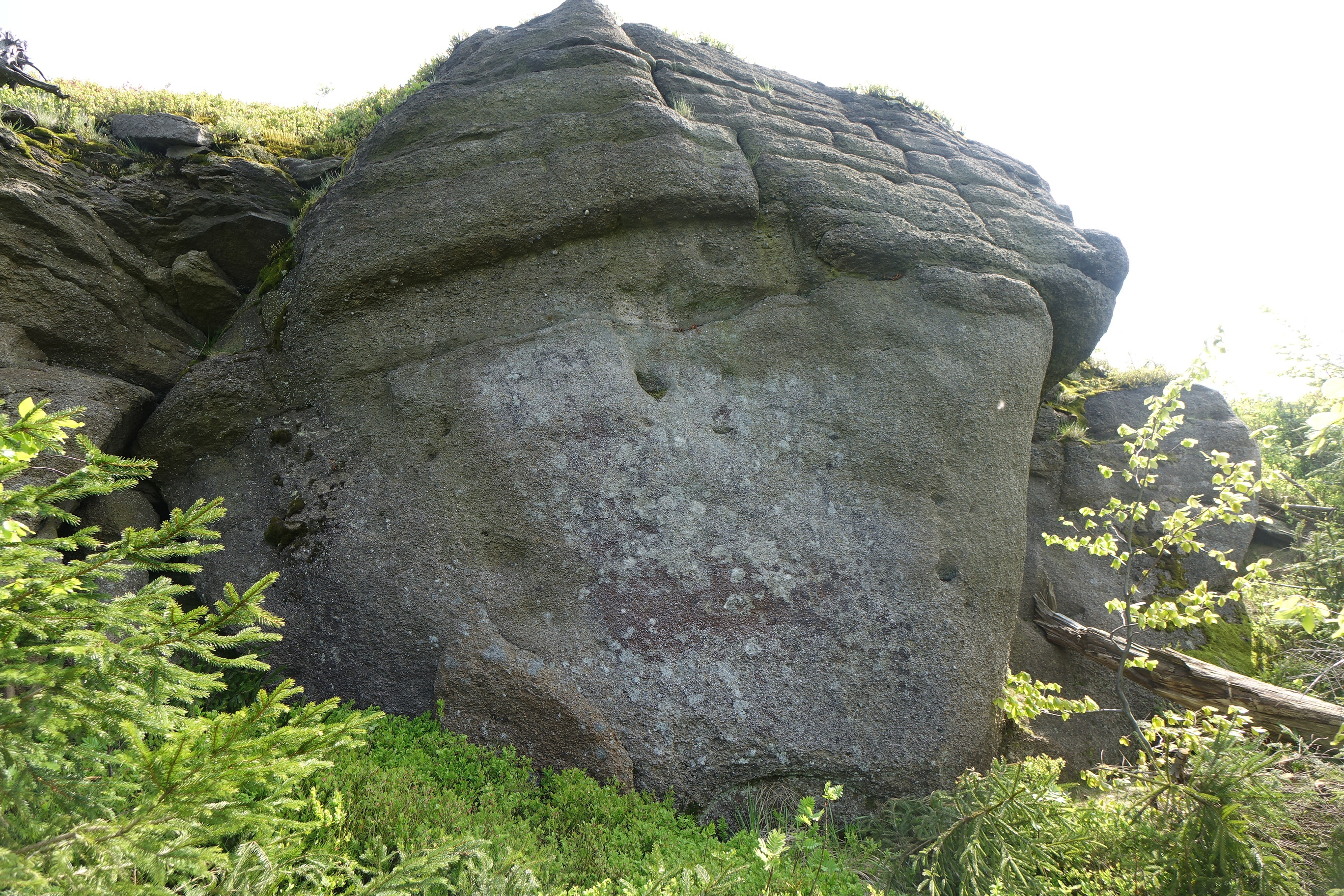
Baszta
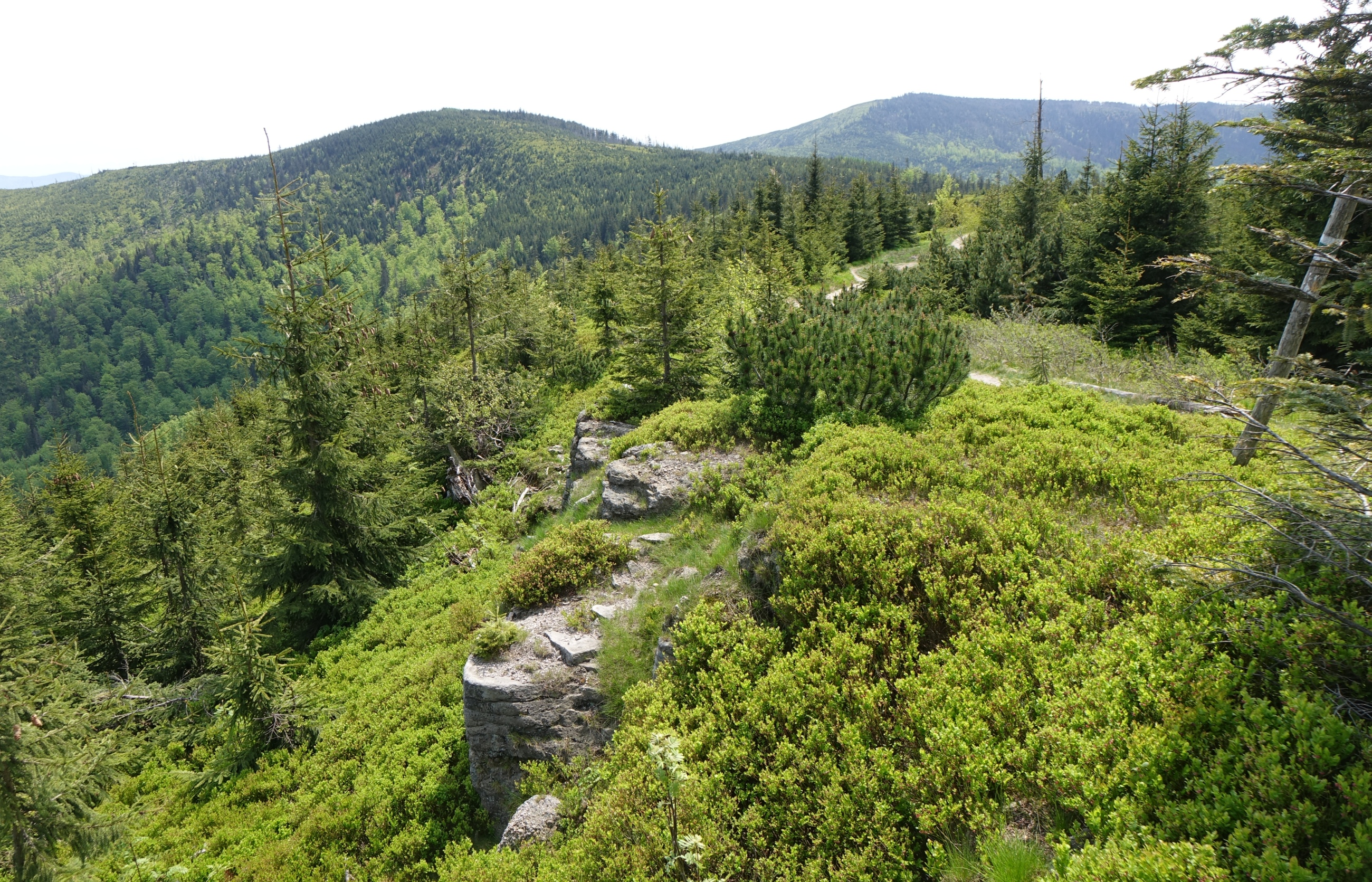
Magurka Wiślańska i Barania Góra
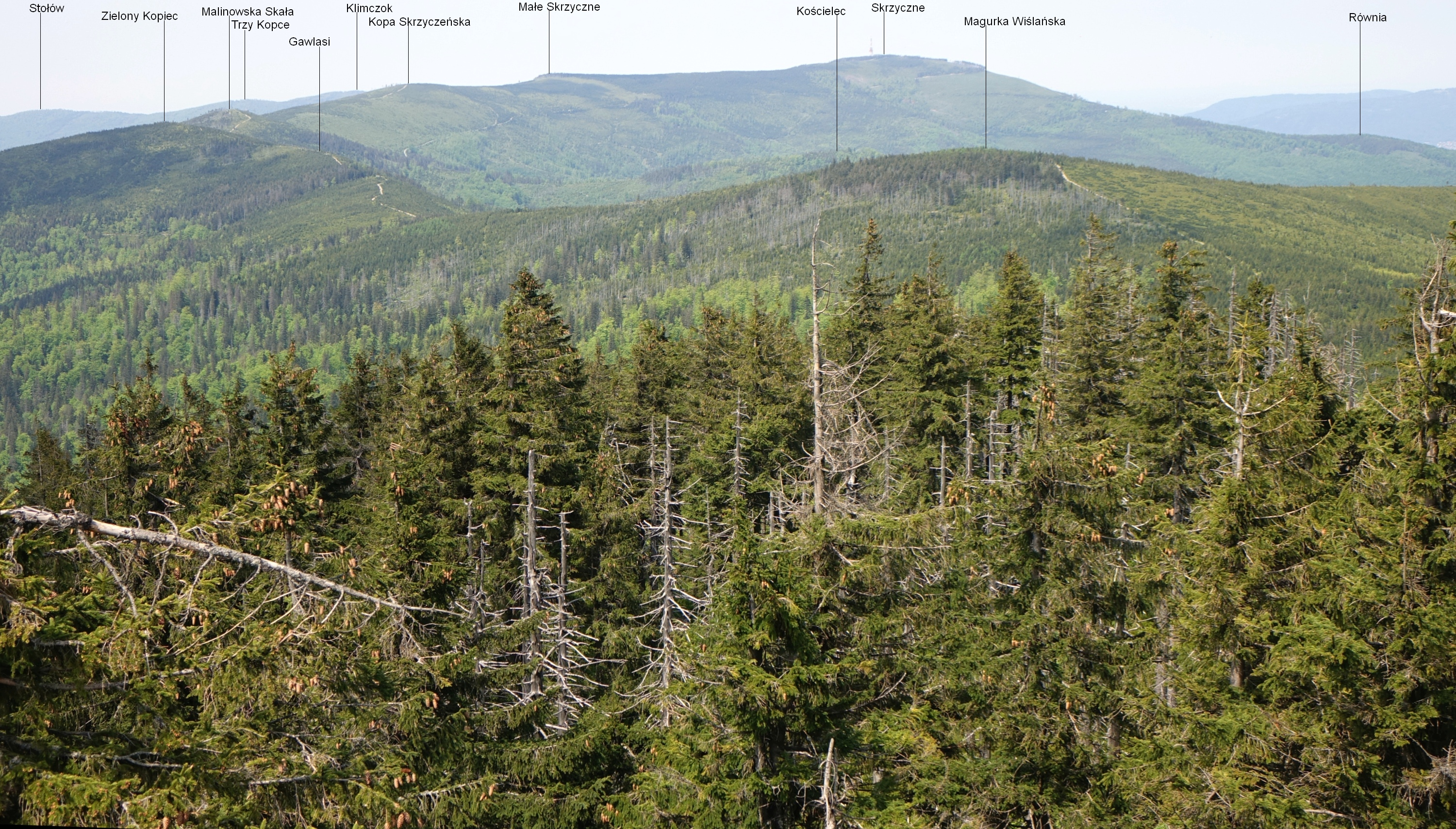
Widok z Baraniej Góry